# Vibrantní souhláska
Vibranta (též kmitavá souhláska) je zvuk (souhláska), který při řeči vzniká opakovaným kontaktem dvou orgánů artikulačního ústrojí (artikulátorů) – kmitáním (vibrací).
V češtině se vyskytují alveolární vibranty r a ř, které vznikají kmitáním špičky jazyka v oblasti dásňového oblouku.